# Trioceros ituriensis
Espèce
Synonymes
- Chamaeleon ituriensis Schmidt, 1919
- Chamaeleo tremperi Nečas, 1994
- Trioceros tremperi (Nečas, 1994)

Statut de conservation UICN

 LC  : Préoccupation mineure
Statut CITES
Trioceros ituriensis est une espèce de sauriens de la famille des Chamaeleonidae.

## Répartition
Cette espèce est endémique de l'Est du Congo-Kinshasa.

## Étymologie
Son nom d'espèce, composé de ituri et du suffixe latin -ensis, « qui vit dans, qui habite », lui a été donné en référence au lieu de sa découverte.

## Publications originales
- Nečas, 1994 : Bemerkungen zur Chamäleon-Sammlung des Naturhistorischen Museums in Wien, mit vorläufiger Beschreibung eines neuen Chamäleons aus Kenia (Squamata: Chamaeleonidae). Herpetozoa, vol. 7, no 3/4, p. 95-108.
- Schmidt, 1919 : Contributions to the Herpetology of the Belgian Congo based on the Collection of the American Congo Expedition, 1909-1915. Part I: turtles, crocodiles, lizards, and chamaeleons. Bulletin of the American Museum of Natural History, vol. 39, n. 2, p. 385-624 (texte intégral).